# August Blanche
Pour les articles homonymes, voir Blanche.
August Theodor Blanche, né à Stockholm le 17 septembre 1811 et mort à Stockholm le 30 novembre 1868, est un journaliste, écrivain et homme politique suédois.

## Biographie
Il est le fils illégitime d'un pasteur luthérien, Mårten Bergvall, et d'une servante, Katarina Hedberg. Celle-ci épouse finalement un maréchal-ferrant d'origine wallonne nommé Blanck, dont August prend le nom sous sa forme française originelle. Étudiant brillant à Uppsala, il obtient en 1838 un diplôme de droit et travaille quelque temps comme fonctionnaire avant de se tourner vers le journalisme.

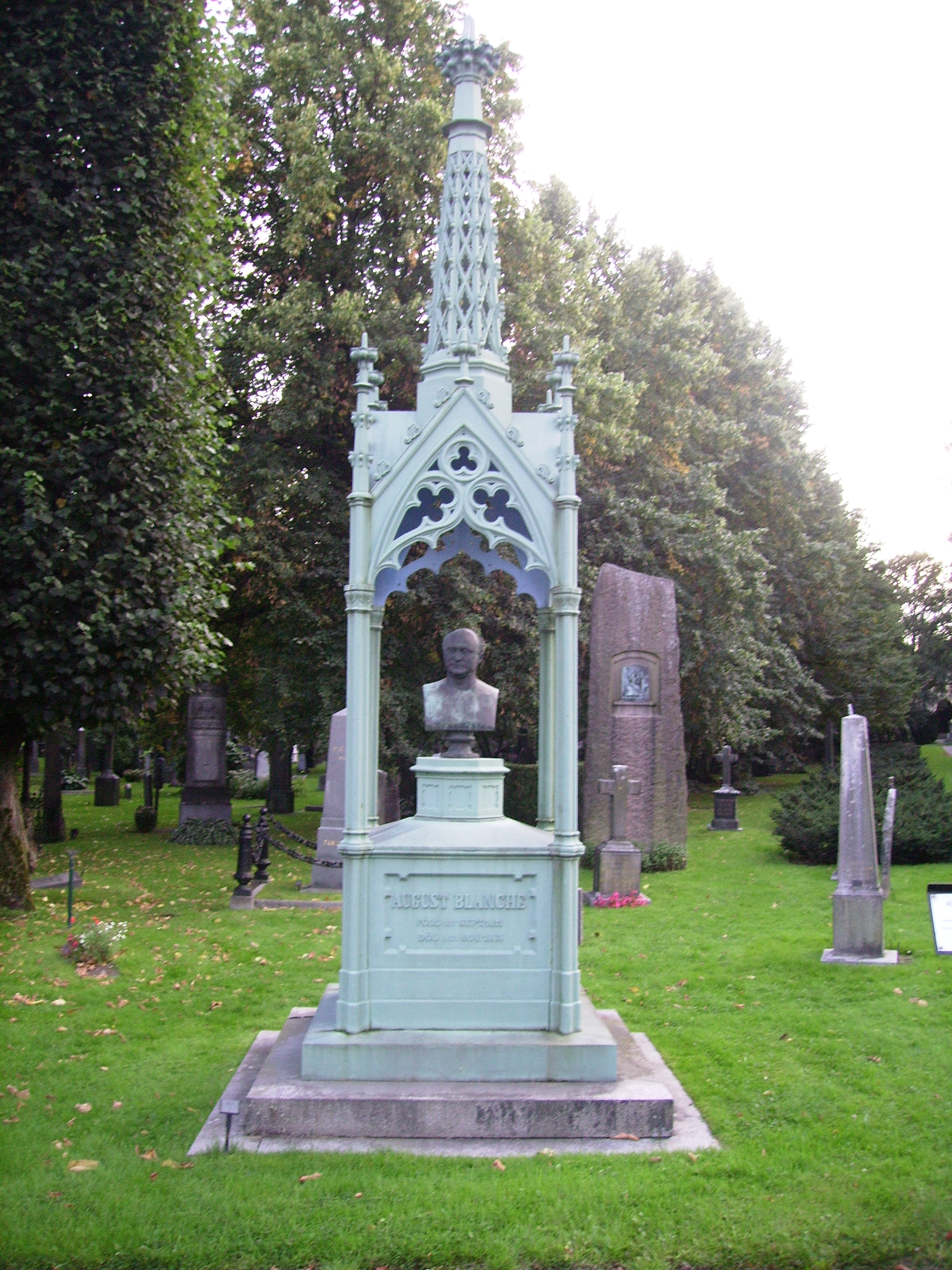
Sépulture d'August Blanche.

Il se fait connaître à partir de 1840 avec la polémique enflammée qui l'oppose à Carl Jonas Love Almqvist au sujet de son livre Det går an. Almquist réplique en mettant en cause la naissance illégitime de Blanche, qui le provoque en duel. Almquist ne répondant pas au défi, Blanche lui crache au visage en public. Désormais lancé, Blanche commence à écrire une série de romans et des pièces de théâtre, traduit également d'autres pièces en suédois, et rencontre un grand succès pendant les années 1850.
Il est élu au parlement suédois entre 1859 et 1866. Il meurt d'une crise cardiaque en 1868 et il est inhumé au Norra begravningsplatsen à Stockholm.